# Lusaka
Lusaka [luˈzaːka] ist die Hauptstadt von Sambia und der Provinz Lusaka. Sie hat 2.212.301 Einwohner (Stand: 2022).

## Geographie, Geologie und Hydrologie
Lusaka liegt in etwa 1250 Meter Höhe über dem Meeresspiegel auf einem Plateau im Süden Sambias. Die Stadt, die einen eigenen Distrikt bildet, grenzt im Osten an den Distrikt Chongwe, im Süden an Kafue, im Westen an Chilanga sowie im Norden an Chibombo in der Zentralprovinz.
Die Region um Lusaka bildet einen Teil der großen Tiefebene Zentralafrikas aus dem mittleren Tertiär. Die flachen Hügel im Norden von Lusaka, die aus Quarzit bestehen, sind Überreste einer Hochebene, die sich in der Kreidezeit morphologisch herausgebildet hat.
Das Stadtgebiet von Lusaka erstreckt sich auf einem Karbonatgesteinsuntergund aus dolomitischen Marmoren und marmorisierten Dolomiten (geomorphologisch das Lusaka-Plateau) sowie auf geschieferten Gesteinen aus dem Neoproterozoikum (Katanga-Supergruppe (Supergroup), früher „Katanga-System“). Zu dieser Gesteinsabfolge gehören (von unten nach oben) Matero-Quarzite, Ridgeway-Schiefer und karbonatische Gesteinskörper der Lusaka-Dolomit-Formation sowie Quarzite und Schiefergesteine der Cheta-Formation. Diese Gesteinseinheiten werden nah an der Erdoberfläche von alluvialen Sedimenten des Quartärs überdeckt, die stadtregional differenzierte Bodenprofiltiefen besitzen. Diese Bodenschichten bestehen überwiegend aus Eisenoxid-Oolithen über dem Karbonatgesteinsuntergrund, die von einer tonigen Matrix eingeschlossen sind, sowie von sandigen Sedimenten über den Grundgebirgsbereichen aus Schiefer, Gneis und Granit in den Randgebieten der Stadt. Letztere erstrecken sich nördlich und südlich von Lusaka. Das Grundgebirge besteht hier aus kataklastisch verformten Quarz-Feldspat-Biotit-Gneis im Norden sowie im Süden aus Augengneis, hier ein feldspatreiches und deutlich foliiertes Gestein.
Die im Untergrund des Stadtgebietes vorkommenden Karbonatgesteine sind an ihrer Oberfläche stellenweise stark verkarstet, was für jegliche Baumaßnahmen erhebliche Schwierigkeiten verursachen kann. Die Verkarstung reicht jedoch auch in die Tiefe des Karbonatkomplexes, wodurch sich ein Karstgrundwasserleiter bildete. Der Trinkwasserbedarf der Stadt wird zu etwa 80 Prozent aus dem Karstgrundwasserleiter des Karbonatgesteins gedeckt und nur 20 Prozent gewinnt man aus dem Kafue-Wasser südlich von Lusaka in etwa 40 Kilometer Entfernung zum Großstadtraum der sambischen Hauptstadt.
Mehrere Flüsse fließen um Lusaka herum und einige durch Abwassereinleitungen verschmutzte Bäche direkt durch die Stadt. Die Verfügbarkeit von Oberflächenwasser ist jedoch gering. Innerhalb der Stadtfläche gibt es keine bedeutenden Gewässer. Die Basis der Wasserversorgung von Lusaka bilden Grundwasserentnahmen.
Nördlich und östlich der Stadt liegen dichter bewaldete Gebiete, im Südwesten Savannenwälder. Offene Laubwälder, die lokal als Miombo bekannt sind, machen etwa 80 % der bewaldeten Gebiete aus, den Rest bilden die Baumsavannen.

## Siedlungscharakter
Bis heute hat Lusaka seinen besonderen Charakter hinsichtlich der Entwicklung seiner Stadtteile bewahrt. Mit dem Bau der Bahnlinie und der einhergehenden Besiedlung bildeten sich schon in den frühen Jahren westlich der Bahnlinie eher industriegeprägte Areale aus, während hingegen im östlichen Bereich großzügige Viertel mit rechtwinklig zulaufenden oder halbmondförmigen Straßenverläufen planvoll angelegt wurden.
Der Osten Lusakas führte dann auch zum Beinamen „Garden City“. Heute sind hier die Häuser der Mittel- und Oberschicht entlang breiter Alleen oder kleiner Nebenstraßen zu finden, die häufig mit Jacaranda- oder Flamboyant-Bäumen bestanden sind. Die Trennachse zwischen den beiden Stadträumen bildet neben der Eisenbahnstrecke in motorisierter Zeit vor allem die Cairo Road als Hauptdurchgangs- und Geschäftsstraße mit Einrichtungen der städtischen Infrastruktur wie Bürokomplexen, Banken, Hotels, Supermärkten und der Post.
Entlang der Cairo Road befinden sich mehrere Beispiele der in den 1970er-Jahren entstandenen Hochhäuser im Stil des Brutalismus, die von damaligen jugoslawischen Architekten entworfen wurden, so das Findeco und Indeco House.
Daneben gibt es auch 37 ungeplante Siedlungen wie zum Beispiel Chaisa und Chazanga in Lusaka.

## Klimatabelle
|                       | Jan  | Feb  | Mär  | Apr  | Mai  | Jun  | Jul  | Aug  | Sep  | Okt  | Nov  | Dez  |   |      |
| Mittl. Tagesmax. (°C) | 26,9 | 27,0 | 27,0 | 27,0 | 26,5 | 23,9 | 24,2 | 26,7 | 29,8 | 31,5 | 30,1 | 27,6 | ⌀ | 27,3 |
| Mittl. Tagesmin. (°C) | 17,3 | 17,0 | 15,9 | 13,8 | 10,5 | 7,9  | 7,3  | 9,3  | 12,8 | 16,0 | 17,2 | 17,6 | ⌀ | 13,5 |
|                       |      |      |      |      |      |      |      |      |      |      |      |      |   |      |
| Niederschlag (mm)     | 224  | 173  | 90   | 19   | 3    | 1    | 0    | 1    | 1    | 17   | 85   | 196  | Σ | 810  |
|                       |      |      |      |      |      |      |      |      |      |      |      |      |   |      |
| Sonnenstunden (h/d)   | 5,8  | 6,0  | 6,7  | 7,8  | 8,8  | 8,9  | 9,3  | 9,8  | 9,9  | 9,5  | 7,5  | 5,7  | ⌀ | 8    |
|                       |      |      |      |      |      |      |      |      |      |      |      |      |   |      |
| Regentage (d)         | 13   | 12   | 9    | 4    | 1    | 0    | 0    | 0    | 0    | 2    | 6    | 13   | Σ | 60   |
|                       |      |      |      |      |      |      |      |      |      |      |      |      |   |      |
| Luftfeuchtigkeit (%)  | 79   | 78   | 76   | 69   | 62   | 59   | 54   | 45   | 40   | 42   | 56   | 73   | ⌀ | 61   |

| 17,3 |

| 17,0 |

| 15,9 |

| 13,8 |

| 10,5 |

| 7,9 |

| 7,3 |

| 9,3 |

| 12,8 |

| 16,0 |

| 17,2 |

| 17,6 |

| 17,3 |

| 17,0 |

| 15,9 |

| 13,8 |

| 10,5 |

| 7,9 |

| 7,3 |

| 9,3 |

| 12,8 |

| 16,0 |

| 17,2 |

| 17,6 |

## Geschichte
Die stadtgeschichtliche Entwicklung Lusakas ist eng mit dem Ausbau der Infrastruktur im damaligen Nordwestrhodesien unter britischer Herrschaft verbunden.
Bis in das späte 19. Jahrhundert unterlagen die gesellschaftlichen und politischen Strukturen der Region vor allem dem Druck durch den andauernden Sklavenhandel, der die Entstehung von städtischen Zentren im ehemaligen Reich der Soli verhinderte. In diese Zeit fielen auch die Bestrebungen der British South African Company (BSAC), das Gebiet in Besitz zu nehmen und für eine koloniale Bewirtschaftung zu erschließen. Während der Jahre 1899 und 1900 etablierte die Gesellschaft ihre formale Kontrolle in der Region. Im Jahr 1905 begann die Gesellschaft mit dem Bau einer Bahnlinie, die von den Victoria-Fällen im Süden der Teilkolonie in den Norden führte. Die Verkehrsachse sollte der Erschließung der Kupfervorkommen in der Grenzregion zu Belgisch-Kongo dienen und den Transport des Rohstoffes zu den Häfen Südafrikas erheblich vereinfachen. Entlang der Bahnstrecke errichtete man aller 20 Meilen (32 Kilometer) eine Station, so auch im Oktober 1905 nahe der nach dem örtlichen Chief benannten dörflichen Siedlung Lusaka(a)(s).
Eine großflächigere Besiedlung des Ortes um die Bahnstation erfolgte durch Buren aus Südafrika und Südrhodesien sowie Missionare etwa ab dem Jahr 1908, die weitere Infrastrukturleistungen nach sich zog. Ab 1909 verfügte Lusaka bereits über eine Schule. Vier Jahre später setzte die BSAC zur Ordnung der lokalen Verwaltung ein sogenanntes „Village Management Board“ ein, das vor allem die Belange der britischen Kolonialadministration und britischer, rhodesischer sowie südafrikanischer Bauern koordinierte, nachdem im Jahr 1911 Nordwestrhodesien Teil des neugebildeten Nordrhodesiens wurde. Zunächst wuchs die Stadt in den 1920er-Jahren auf niedrigem Niveau entlang der Bahnstrecke: 1929 zählte Lusaka knapp 2000 Bewohner und erhielt den Status einer Township.
Einen erheblichen Entwicklungsschub erfuhr der Ort zu Beginn der 1930er-Jahre vornehmlich aus zwei Gründen: Zum einen erklärte die britische Verwaltung 1931 die Verlegung der Hauptstadt von Livingstone nach Lusaka, für die günstige klimatische Verhältnisse und ausreichende Ressourcen an Grundwasser ausschlaggebend waren. Zum anderen begann die Kupferförderung im Norden der Kolonie industrielle Ausmaße zu erreichen. Lusaka war als vorteilhafter Umschlagplatz nicht nur an der Eisenbahn, sondern auch an der Kreuzung zweier bedeutender Fernstraßenachsen gelegen. Schließlich erfolgte im Mai 1935 der formelle Umzug der Verwaltung von Livingstone und damit auch ein Ausbau an Infrastruktur sowie Bevölkerungswachstum in den Folgejahren. Die Stadtplanung konzentrierte sich zunächst auf den Auf- und Ausbau des Verwaltungssitzes, mit dem die britische Administration den Südafrikaner John A. Hoogterp beauftragte. Schließlich zog Lusaka mit den neu erworbenen Hauptstadtfunktionen vor allem ab den 1940er-Jahren vermehrt weiße Siedler an, für die zwangsläufig neuer Wohnraum geschaffen werden musste und in dem bis zu 20.000 Bewohner geplant waren. So nahmen nach dem Zweiten Weltkrieg östlich der Eisenbahnlinie großzügige Wohnanlagen mit Gärten und breite Straßen mit Baumbepflanzungen Gestalt an, die der Stadt den Beinamen „Garden City“ verliehen. Mit dem parallelen Aufschwung der Minenwirtschaft etablierte sich auch in Lusaka das System der lohnabhängigen Wanderarbeiterschaft, die sich aus einheimischen Kräften rekrutierte, in großem Stil.
Nach 1945 nahm in der noch jungen Kapitale somit der Siedlungsdruck erheblich zu. Im Jahr 1946 lebten etwa 19.000 Menschen europäischer Abstammung in Lusaka. Westlich und südwestlich der Bahnlinie entstanden Gebiete für die Schwerindustrie. Zunächst beherbergten Kabwata und Kamwala die aus nahezu ausnahmslos männlichen Wanderarbeitern bestehende einheimische Bevölkerung in vornehmlich Ein-Zimmer-Behausungen. Die Mehrheit der Bewohner im Raum Lusaka bestand zu diesem Zeitpunkt aus Angehörigen der afrikanischen Ethnien sowie Menschen aus dem asiatischen Raum (etwa 80 Prozent der Bevölkerung Lusakas), die in den zugewiesenen Vierteln unmittelbar am Stadtrand oder in der Nähe der Industrieanlagen wohnten. Die Angehörigen der männlichen Arbeiter hatten in der Stadt kein Wohnrecht inne und durften diese nur in Ausnahmefällen innerhalb der Stadtgrenzen begleiten.
Als dieses für die afrikanischen Volksgruppen ab 1948 nicht mehr auf die Dauer der Vertragsarbeit beschränkt wurde, erfolgte ein enormer Zuzug aus dem Umland und anderen Teilen der Kolonie nach Lusaka. Zusätzlich bleiben viele Arbeiter nun auch nach dem Ende der Kontraktphase in der Stadt und suchten sich im urbanen Umfeld neue Beschäftigungsverhältnisse. Mit dem Wegfall der ausschließlichen Wohnraumbereitstellung durch den Arbeitgeber und dem massenhaften Familiennachzug entwickelte sich daher für die einheimische Bevölkerung ein Dilemma, da die Gehälter der arbeitenden Männer für den Bau und Erwerb adäquaten Wohnraums kaum ausreichten. Es entstanden so Ende der 1940er- und zu Beginn der 1950er-Jahre sowohl Wohnviertel aus einfachsten Baumaterialien mit rudimentären, gemeinschaftlichen Sanitäreinrichtungen außerhalb der Stadtgrenze (wie etwa Matero und Chilenje) als auch Slums ohne städtische Infrastruktur (wie etwa Kanyama und Chibolya). Die Etablierung von informellen Siedlungen im Westen, Süden und Norden Lusakas basierte jedoch zunächst nicht auf der illegalen Landaneignung, sondern auf Mietverhältnissen mit den weißen Farmen, auf deren Gelände gewohnt wurde. Der östliche Teil der Stadt jedoch blieb aufgrund der Qualität des Bodens, der Eigentumsrechte der dortigen Farmer sowie der Entfernung zu den Industrieanlagen den weißen Bewohnern vorbehalten.
Im Jahr 1948 fungierte Lusaka als Gründungsort des Northern Rhodesian Congress der Federation of African Welfare Societies, der wesentlicher Träger der Unabhängigkeitsbewegung werden sollte. Auf deren Grundlage erfolgte fünf Jahre später auch der Zusammenschluss von Nord- und Südrhodesien zur Zentralafrikanischen Föderation. Zeitgleich entwickelte sich Lusaka zu einem Sammelbecken der zivilen Protestbewegung gegen die koloniale Herrschaft außerhalb der politischen Institutionen und somit Zentrum für die Aushandlungsprozesse, die am 24. Oktober 1964 in der Unabhängigkeit Sambias vom Vereinigten Königreich mündeten.
Diese Rolle nahm Sambias neue und alte Hauptstadt auch in den Folgejahren für die benachbarten Länder des südlichen Afrikas ein. (Pan)Afrikanische Nationalisten, die sich den antikolonialen Bestrebungen in Rhodesien, Mosambik, Angola und der Auflösung des Apartheid-Regimes in Südafrika widmeten, fanden in Lusaka nicht nur Zuflucht, sondern konnten hier auch ihre politischen Visionen öffentlich formulieren. Lusaka war ebenfalls gastgebende Stadt für die Konferenz der ost- und zentralafrikanischen Staaten im Jahr 1969, die mit ihrem Abschlusspapier die koloniale Herrschaft im südlichen Afrika verurteilte. Insbesondere die Minderheitenregime im benachbarten Rhodesien sowie Südafrika standen im Fokus der Widerstandsbemühungen, die mit der Einrichtung der Zentrale des African National Congress (ANC) während der 1970er- und 1980er-Jahre in Lusaka eines ihrer großen Zentren fanden.
Nach der Unabhängigkeit vom Vereinigten Königreich fand ein weiterer starker Zuzug nach Lusaka statt, der die Einwohnerzahl innerhalb von nur fünf Jahren bis 1969 auf rund 260.000 Einwohnern nahezu verdoppelte. Die Stadtverwaltung versuchte, der prekär werdenden Wohnraumsituation mit dem Bau kostengünstiger und einfacher Steinhäuser vor allem in Chilenje, Chelstone und Kabwata entgegenzuwirken, jedoch reichten diese nicht zur Versorgung der Zuziehenden aus. Die enorme Landflucht führt seit den 1960er-Jahren zur Herausbildung und Vergrößerung der informellen Stadtrandsiedlungen ohne adäquate Infrastruktur, etwa in Chibolya, Chunga, Mandevu oder Mtendere. Die Erweiterung des Stadtgebietes im Jahr 1970 auf 360 km² (von vormals 36 km²) führte zur rechtlich verbesserten Behandlung der nun zur Stadt gehörenden Wohngebiete. Vier Jahre später erkannte der Improvement Areas Act diese Stadtteile als Gebiete mit Verbesserungsbedarf offiziell an. Trotz des zeitweiligen Verfalls des Kupferpreises und dem damit verbundenen Wegfall an Arbeitsmöglichkeiten auch in Lusaka bleibt der Zuzug aus dem gesamten Land hoch. Da seit den 1980er-Jahren vermehrt Bewohner des Kupfergürtels nach Lusaka ziehen, löst Bemba Nyanja als Umgangssprache seitdem immer mehr ab.
Am 1. Juli 1985 erfolgte ein Bombenanschlag auf das damals hier ansässige Hauptbüro des African National Congress. Ein ähnliches Ereignis ereignete sich am 20. Januar 1988.
Am 5. Juli 2001 wurde der kurz zuvor aus der Regierungspartei MMD aus- und dem FFD (Forum for Democracy) beigetretene Ex-Vizepräsident Paul Tembo auf offener Straße erschossen. Am 10. Juli 2001 wurde der 37. und letzte Staatengipfel der Organisation für Afrikanische Einheit (OAU) in der Stadt eröffnet. Lusaka ist eine Transitstation für Immigranten nach Südafrika.

## Demografie
Bevölkerungsentwicklung
| Jahr      | 1950   | 1960   | 1970    | 1980    | 1990    | 2000      | 2010      | 2022      |
| --------- | ------ | ------ | ------- | ------- | ------- | --------- | --------- | --------- |
| Einwohner | 31.169 | 90.942 | 277.523 | 532.878 | 757.433 | 1.073.299 | 1.722.879 | 2.212.301 |

## Religion
Lusaka ist Sitz des römisch-katholischen Erzbistums Lusaka, dessen Hauptkirche die Cathedral of the Child Jesus ist. Eine zweite Kathedrale, die Cathedral of the Holy Cross, ist die Bischofskirche der Diözese Lusaka der anglikanischen Church of the Province of Central Africa.

## Politik und Verwaltung
Die Provinz Lusaka besteht im Verwaltungssinn aus sieben Wahlkreisen und 33 Bezirken. Bei den Bezirken handelt es sich um kleinere geografische Abgrenzungen innerhalb der sieben größeren Wahlbezirke, die den Zuständigkeitsbereich des Großraums Lusaka bilden. Aus jedem Wahlbezirk wird ein politischer Führer durch Volksabstimmung als Abgeordneter gewählt, der die Gemeinschaft in der Nationalversammlung vertritt, ein Ratsmitglied wird in jedem Bezirk gewählt und zwei Vertreter der traditionellen Autoritäten werden für einen Sitz im Stadtrat nominiert.
Das exekutive Gremium der Stadt bildet der Lusaka City Council (Stadtrat), dessen Mitglieder aller drei Jahre gewählt werden. Gleichzeitig fungiert der Rat als oberste Planungsbehörde. Formell eigenständig und unabhängig, untersteht der Council de facto der Zentralregierung Sambias, da mehrere Funktionen der Landesexekutive auf städtische Ebene durch den Local Government Act auf ihn übertragen werden. Eine finanzielle Eigenständigkeit besteht ohnehin nicht, da der Stadtrat selbst über keine Steuererhebungsrechte verfügt, sondern von Gebühren, Lizenzen, Eigentumserlösen, Strafzahlungseinnahmen und Steuerzuwendungen aus Landesmitteln abhängig ist.

## Wirtschaft
Lusaka ist das wirtschaftliche und politische Zentrum Sambias. Es weitet sich über eine Fläche von 360 km² aus und gilt als eine der am schnellsten wachsenden Städte Afrikas. Das Stadtzentrum, insbesondere die Independence Avenue und die Cairo Road, ist geprägt von Geschäftshäusern mit den typischen Dienstleistungen urbaner Zivilisation wie Versicherungen, Banken, Börse (Lusaka Stock Exchange), Gesundheitssektor, Händlern, Hotels, Reiseveranstalter, Sportclubs usw.
Daneben fungiert Lusaka als bedeutendes Zentrum der verarbeitenden Industrie, vor allem in den Bereichen der Lebensmittelherstellung (Mühle, Fleischindustrie, Getränkeherstellung), der Zementherstellung sowie in der Textilindustrie (Schuhe). Der weitaus größte Teil der arbeitenden Bevölkerung Lusakas ist informell beschäftigt, das trifft vor allem in den Bereichen Handel sowie in der Metall- und Holzverarbeitung zu. Obwohl die Stadt einen bedeutenden Umschlagplatz für landwirtschaftliche Produkte, vor allem Mais und Tabak bildet, nimmt die Landwirtschaft selbst nur einen sehr geringen Teil der urbanen Wirtschaftsleistung ein.
Viele der informell beschäftigten Händler finden neben den Straßenverkäufen auch in den großen Märkten der Stadt ein Auskommen, so im Soweto Market westlich der Cairo Road, dem Kamwala Market an der Independence Avenue, dem City Market, ebenfalls westlich der Cairo Road (dieser soll nach einem Großbrand 2017 wieder aufgebaut werden) oder dem neuen Simon Mwewa Lane Market, der Ende 2021 fertiggestellt werden sollte. Daneben bestehen zahlreiche Einkaufszentren westlicher Art in der Innenstadt sowie Peripherie Lusakas.
In einer Studie des Beratungsunternehmens Mercer zur Lebensqualität in 231 Städten der Welt belegte Lusaka Platz 150 (Stand: 2018).

## Verkehr
Lusaka ist das urbane Zentrum des Landes und als solches auch Knotenpunkt der wichtigsten Fernverkehrsstraßen. Die Stadt verfügt über einen in Betrieb befindlichen Bahnhof sowie einen der vier sambischen internationalen Flughäfen. Der Bahnhof befindet sich zentral an der Dedan Kimathi Road östlich der Cairo Road. Von hier aus verkehren etwa zweimal wöchentlich Züge Richtung Norden bis nach Kitwe und Nakonde über Kapiri Mposhi und nach Süden bis nach Livingstone sowie auf kürzeren Strecken nach Lilayi und Ngwerere.

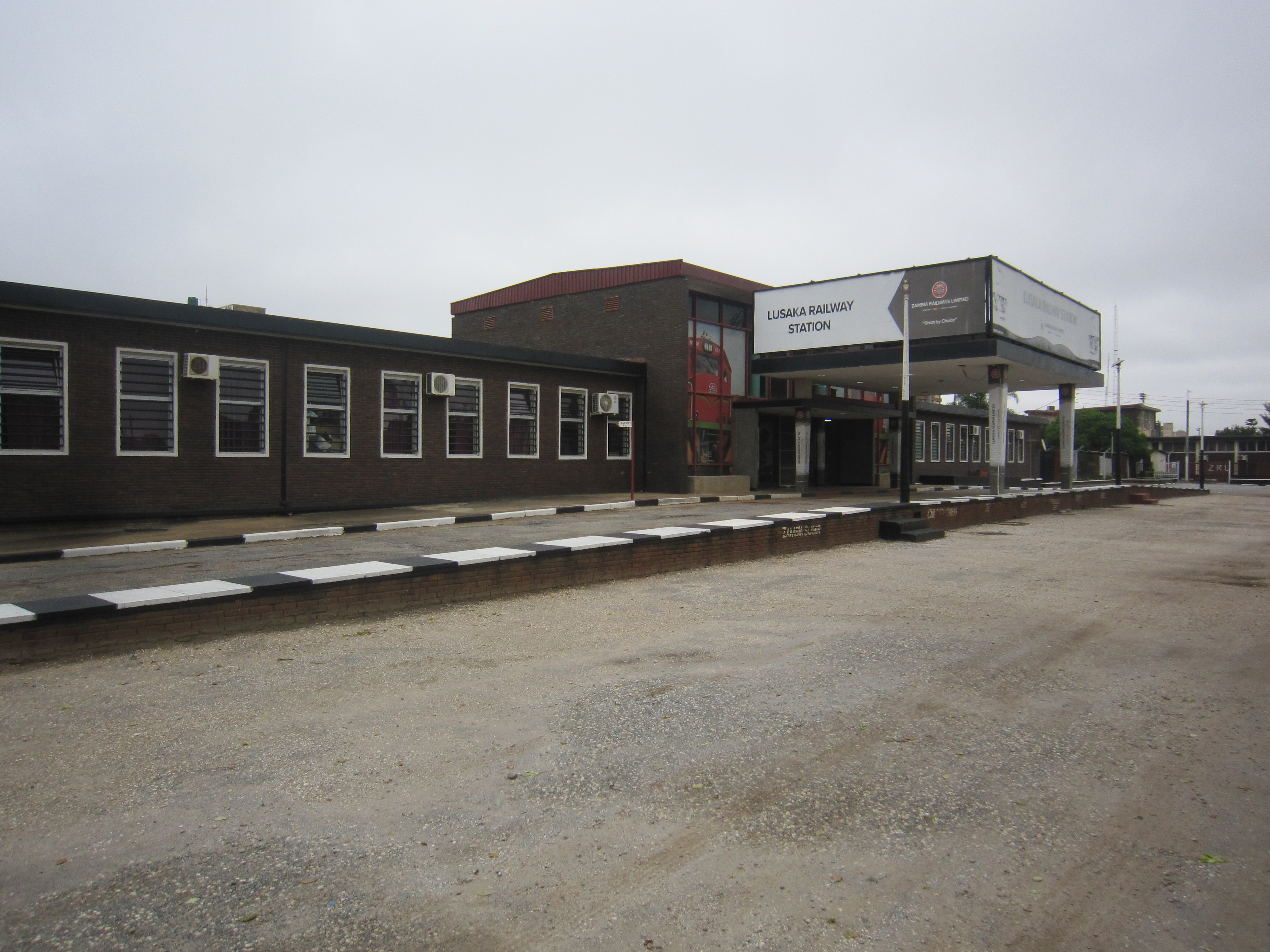
Lusaka Central Train Station

Direkt neben dem Bahnhof liegt der Intercity Bus Terminus, von dem aus Busverbindungen in verschiedene Teile Sambias starten, etwa nach Mongu, Livingstone, Kasama, Nakonde, Solwezi, Kitwe, Chililabombwe oder Ndola. In der überdachten Halle befinden sich die Fahrkartenschalter diverser Busgesellschaften sowie Stände zur Versorgung der Wartenden. Auf der gegenüberliegenden Straßenseite starten und enden die Minibusse, die dieselben und weitere Ziele im Land bedienen, beispielsweise Siavonga, Chirundu oder Chipata. Lusaka verfügt daneben noch über zwei weitere Busstationen, an denen Minibusse innerhalb der Stadt sowie in die westlichen und südlichen Landesteile fahren. Eine davon befindet sich am City Market in der Lumumba Road und die andere am Freedom Way als City Bus Station. Im innerstädtischen Verkehr fahren Minibusse mit orangefarbenem Zierstreifen sowie der Registraturnummer beginnend mit „LSK“ auf festgelegten Routen entlang der Hauptverkehrsadern und verbinden die dicht besiedelten Stadtteile und Slums mit dem Zentrum vornehmlich zur Bewältigung des Pendler- und Berufsverkehrs. Fahrpläne existieren nicht – die Fahrzeuge starten, sobald die Sitzplätze voll belegt sind. Daneben existieren noch zahlreiche Taxis, die dieselbe optische Kennzeichnung wie die Minibusse besitzen.
Der Bahnhof von Lusaka liegt am Ende der Tazara-Linie welche von hier aus über Mbeya nach Dar es Salaam verläuft.
Die Straßen sind im weiteren Stadtzentrum asphaltiert. In viele Richtungen führen asphaltierte Fernstraßen (Trunk Roads, mit „T“ bezeichnet), über die alle Provinzhauptstädte zu erreichen sind. Die T2 führt von der simbabwischen Grenze bei Chirundu über Lusaka und Kapiri Mposhi, Mpika und Isoka bis an die tansanische Grenze bei Nakonde sowie als T3 weiter nördlich in den Kupfergürtel. Über die T4 in östliche Richtung lässt sich die malawische Grenze bei Chipata erreichen und düber die M9 gelangt man bis ins 600 km entfernte Mongu. Über die T2 nach Süden wird auch die T1 nach Livingstone erschlossen. Die autobahnähnlichen Abschnitte der T3 zwischen Ndola und Kitwe werden auf der T2 von Lusaka Richtung Norden aus ebenfalls ausgebaut, um den Schwerlastverkehr zwischen dem Kupfergürtel und der DR Kongo zu entspannen.

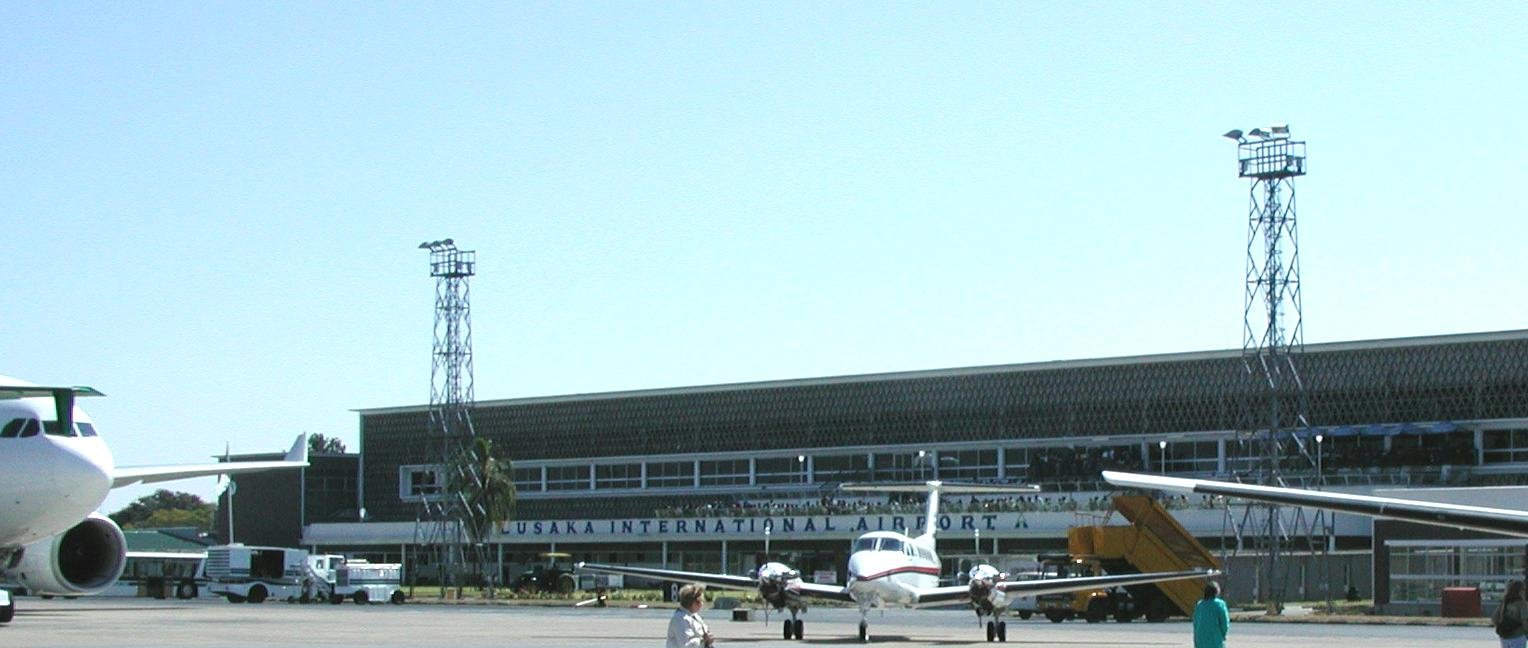
Lusaka International Airport

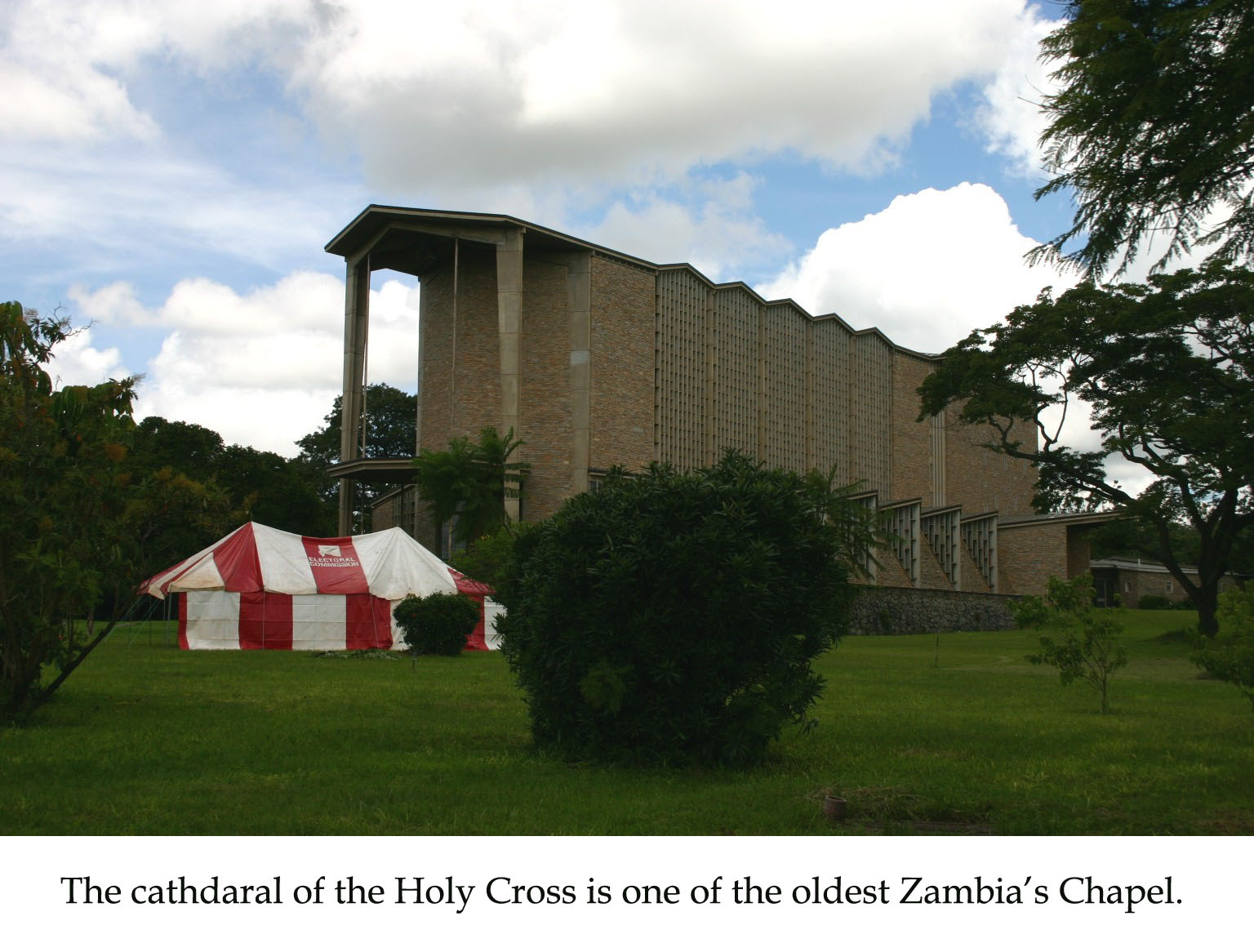
Cathedral of the Holy Cross

Der Flughafen Lusaka befindet sich 27 Kilometer nordöstlich des Stadtzentrums. Neben Verbindungen innerhalb Sambias nach Ndola, Mfuwe, Mansa, Livingstone, Solwezi und als Charter auch in den Lower Zambezi-Nationalpark sowie in den Liuwa-Plain-Nationalpark ist Lusaka über auswärtige Fluglinien ebenfalls an das südliche und östliche Afrika sowie die Vereinigten Arabischen Emirate angebunden.

## Kultur und Tourismus
Das Stadtzentrum von Lusaka westlich der Cairo Road ist durch eine lebendige Marktlandschaft geprägt, die sich auch in die benachbarten Straßen erstreckt. Waren des alltäglichen Bedarfs findet man im Soweto-Markt (Los Angeles Boulevard), im City Market und lebende Tiere auf dem Lusaka Meat Market. Südlich der Independence Avenue befindet sich der Luburma Market, dessen steinernes Hauptgebäude aus dem Jahr 1928 stammt sowie das Kamwala Shopping Centre.
Östlich davon liegen die Regierungsgebäude in Cathedral Hill und Ridgeway. Im südlichen Vorort Kabwata ist auch das gleichnamige Cultural Centre beheimatet, das einen Einblick in das sambische Kunsthandwerk gibt. Der Stadtteil Northmead östlich des Zentrums ist für seine Ausgehmöglichkeiten bekannt. Touristische Anziehungspunkte sind das Lusaka National Museum, das Freiheitsdenkmal sowie das Gebäude der Zambian National Assembly (Parlament), das im Jahr 1967 fertiggestellt wurde.
Unweit des Parlamentsgebäudes liegen die Lusaka Show Grounds, eine offene Fläche mit Standplätzen für mobile Pavillons sowie einer überdachten Tribüne. Hier finden neben dem Pamodzi Carnival, einer jährlichen kulturellen Darbietung der unterschiedlichen sambischen Volksgruppen auch jeden August die Präsentationen der Zambia Agriculture Show Society statt.
In der Umgebung Lusakas gibt es eine kleine Anzahl an Wildreservaten, von denen die meisten auf private Initiative zurückgehen. Nordöstlich der Stadt liegt das Chaminuka Nature Reserve mit einem Wildbestand von über 7000 Tieren, darunter allen 18 in Sambia vorkommenden Antilopenarten. Im Süden der Stadt befindet sich der Munda Wanga Environmental Park, der neben einigen Waisentieren über 500 Pflanzenarten in einem botanischen Garten beherbergt. Die private Lilayi Lodge im Süden von Lusaka hat sich dem Schutz von Elefantenwaisen verschrieben. Besucher erhalten die Möglichkeit, sich zum Schutzprojekt zu informieren und an Fütterungen teilzunehmen.
Im Jahr 2015 ist der Lusaka Park südöstlich der Stadtgrenze hinzugekommen und bietet für Besucher Pirschfahrten an.

## Städtepartnerschaften
Lusaka pflegt eine Städtepartnerschaft mit Duschanbe in Tadschikistan. Eine weitere Partnerstadt ist Los Angeles in Kalifornien (USA).

## Persönlichkeiten

### Söhne und Töchter der Stadt
- Stephanus Petrus Botha (1922–2010), südafrikanischer Politiker
- Humphrey Mulemba (1932–1998), Politiker
- Danuta Gleed (1946–1996), kanadische Schriftstellerin polnischer Abstammung
- David d’Avray (* 1952), Historiker
- Alan Rusbridger (* 1953), britischer Journalist und Träger des Alternativen Nobelpreises
- Dambisa Moyo (* 1969), Ökonomin
- Arnaud Delalande (* 1972), französischer Drehbuch- und Romanautor
- Thomas Douglas (* 1972), Film- und Theaterschauspieler
- Julia Rose (* 1973), simbabwisch-US-amerikanische Schauspielerin
- Zukiswa Wanner (* 1976), südafrikanische Schriftstellerin
- Milton Tembo (* 1980), Fußballspieler
- Willy Chinyama (* 1984), Fußballspieler
- Kennedy Mweene (* 1984), Fußballspieler
- Kennedy Nketani (* 1984), Fußballspieler
- Francis Kombe (* 1985), Fußballspieler
- Hijani Himoonde (* 1987), Fußballspieler
- William Njovu (* 1987), Fußballspieler
- Jordan Chipangama (* 1988), Langstreckenläufer
- Fwayo Tembo (* 1989), Fußballspieler
- Racheal Nachula (* 1990), Sprinterin
- Ndumba Makeche (* 1992), australisch-sambischer Fußballspieler
- Hellen Mubanga (* 1995), Fußballspielerin
- Margaret Belemu (* 1997), Fußballspielerin
- Enock Mwepu (* 1998), Fußballspieler
- Hazel Nali (* 1998), Fußballspielerin
- Barbra Banda (* 2000), Fußballspielerin und Boxerin
- Jack Lahne (* 2001), schwedischer Fußballspieler
- Muzala Samukonga (* 2002), Sprinter

### Persönlichkeiten, die vor Ort gewirkt haben
- Adam Kozłowiecki (1911–2007), römisch-katholischer Erzbischof von Lusaka von 1955 bis 1969
- Adrian Mung’andu (1920–2007), römisch-katholischer Erzbischof von Lusaka von 1984 bis 1996
- Kenneth Kaunda (1924–2021), Präsident, wohnte im Chilenje House 394, heute Museum
- Alice Lenshina (1924–1978), Gründerin der Lumpa-Kirche
- Elijah Mudenda (1927–2008), Politiker
- Medardo Joseph Mazombwe (1931–2013), römisch-katholischer Erzbischof von Lusaka von 1996 bis 2006
- Gwendoline Konie (1938–2009), Politikerin
- Frederick Chiluba (1943–2011), von 1991 bis 2002 der zweite Präsident Sambias
- Christon Tembo (1944–2009), Generalleutnant und Politiker
- Ronald Penza (1949–1998), Politiker
- George Kunda (1956–2012), Politiker
- Lloyd Mumba (1983–2008), Fußballspieler